# Lenguas rashad
Las lenguas rashad o tegalí-tagoí son una pequeña familia de lenguas kordofanas habladas en los montes Nuba en las inmediaciones de la localidad de Rashad (provincia de Kordofán del Sur, Sudán).

## Clasificación
Usualmente se clasifican dentro de las lenguas Níger-Congo aunque el lugar exacto dentro de esta familia sigue siendo discutido. De las lenguas rashad solo el tagoí exhibe la morfología nominal característica de las lenguas Níger-Congo. Algunos autores piensan que el proto-rashad poseía dichas marcas pero Blench propone que dicha morfología es el resultado de préstamo lingüístico. Por esa razón Blench clasifica el grupo rashad como una rama divergente de las lenguas Níger-Congo, fuera del núcleo atlántico-congo de la misma. Una situación similar se da en otro grupo de lenguas kordofanas las lenguas katla, que algunos autores suponen relacionada con las lenguas rashad, sin embargo, el parentesco en cualquier caso no es cercano.

### Lenguas de la familia

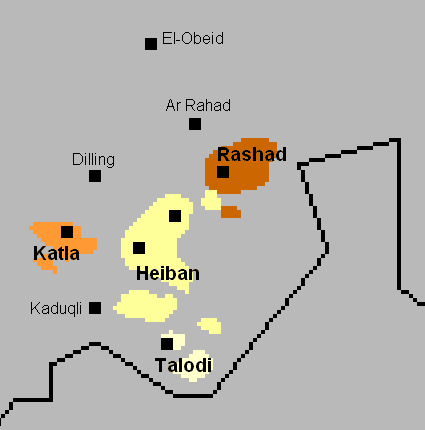
Lenguas cordofanas de la familia Níger-Congo.

Existe un número apreciable de variedades lingüísticas en el grupo rashad, si varias de estas son lenguas diferentes o constituyen dialectos de la misma lengua no está bien establecido. Así el número de lenguas diferentes varía según la descripción de diferentes autores entre dos (Williamson & Blench 2000) y siete (Blench ms,). Las variedades que integran la familia son:
- Tagoí
  - Goy (Tagoi)
  - Umali (Tumale)
  - Moreb
  - Orig (Turjuk)
- Tegalí
  - Tegalí (Tingal, Kajakja)
  - Gom (Rashad)

## Descripción lingüística

### Comparación léxica
Los numerales en las diferentes lenguas rashad son:
| GLOSA | Tegali-Gom    | Tegali-Gom   | Tagoi-Turjok  | Tagoi-Turjok | Tagoi-Turjok | PROTO- RASHAD |
| GLOSA | Tegali        | Tagom        | Tagoi A       | Tagoi B      | Turjok       | PROTO- RASHAD |
| ----- | ------------- | ------------ | ------------- | ------------ | ------------ | ------------- |
| '1'   | m̪t̪a           | (i)ndá/ taal | -wàtːá / ùtːá | -ɛndá        | w-utːá       | *-t(ː)á       |
| '2'   | rəkːʊ / rʊkːʊ | (a)rkɔ́       | wùkːók        | -okók        | w-ukːok      | *-kːʊ(k)      |
| '3'   | d̪akt̪a / d̪at̪t̪a | ndatːá       | wìtːá         | -itːə́        | w-itːa       | *-ikt̪a        |
| '4'   | aːrəm         | áːrám        | wàrʊ̀m         | -áːrám       | w-áːram      | *(w)aːram     |
| '5'   | ʊmmə          | ɔmma         | wʊ̧ràm         | -arəm        | w-arːam      | *ʊmːʊr        |
| '6'   | ɲeˑɽe         | ɲɛ́ːrɛ́r       | ɲérér         | ɲɛ́ːrɛ́y       | ɲɛːɽɛɽ       | *ɲeːɽer       |
| '7'   | ʊmmərkʊ       | ɔmərkɔ́       | ʊ̀mʊ̀rɡʊ́        | əmərgóːk     | oːmərgó      | *ʊmːʊr-kʊ(k)  |
| '8'   | duˑpˑa        | tupːá        | tùpːá         | tupːə́        | tupːá        | *dupːa        |
| '9'   | fəŋɪsan       | fanesːân     | kʊ́mnàsá(n)    | kóːmə́naháːn  | kóːmə́násaŋ   | *10-1         |
| '10'  | fəŋən         | fúúɲən       | kʊ́mán         | kóːmən       | kóːmən       |               |